# Lathosea pullata
Lathosea pullata är en fjärilsart som beskrevs av Augustus Radcliffe Grote 1890. Lathosea pullata ingår i släktet Lathosea och familjen nattflyn. Inga underarter finns listade i Catalogue of Life.